# 캐논
캐논 주식회사(일본어: キヤノン株式会社, 영어: Canon Inc.)는 영상 및 광학 기기에 특화된 일본 굴지의 다국적 기업이다. 또한 캐논의 주요 제품으로는 사진기, 캠코더, 렌즈, 복합기, 복사기, 프린터, CMOS 등이 있다. 본사는 일본 도쿄도 오타구에 위치해 있으며, 후요 그룹에 속한다.

## 사명의 유래
사명인 캐논은 1933년 회사의 전신인 정기광학연구소에서 출시한 첫 카메라 시제품의 이름인 '칸논'에서 따온 것이다. 이후 유사한 이름의 1935년 Canon이라는 이름을 공식 상표로 등록하였다.

## 역사

### 1937년 ~ 1970년
캐논은 1937년 도쿄에서 미타라이 다케시, 요시다 고로, 우치다 사부로, 그리고 마에다 다케오가 ‘정기 광학 연구소’라는 이름으로 설립한 것이 전신이다. 이 회사는 초기에는 간단한 광학 유리를 제조하였고, 가장 먼저 만든것은 Nippon Kogaku K.K (이 회사는 니콘의 전신)에 납품할 ‘Nikkor 렌즈’였다.
1933년과 1936년 사이에는 회사의 이름을 ‘칸논’(KWANON, 역사적 가나 표기법: クワンノン, 현대 가나 표기법: カンノン)으로 명명하였으며, 본격적으로 렌즈 뿐만 아니라 포컬 플레인 셔터를 탑재한 일본제 35mm 카메라인 '간논'을 만들기 시작했다. 이후 이 카메라의 이름을 따라 1947년 사명을 캐논으로 고치게 된다.
1940년, 캐논은 일본 최초의 산업용 엑스레이 카메라를 제조하였고, 이후 텔레비전 방송용 줌 렌즈를 생산하기에 이른다. 1958년과 1959년 사이에는 세계 최초의 영화 카메라인 캐논플렉스와, 리플렉스 줌8 렌즈를 함께 선보였다.
1961년, 캐논은 레인지파인더 카메라인 캐논7과, 50mm 1:0.95를 선보였다. 1964년에는 일본 최초의 10-키 계산기를, 2년이 지나지 않아, 영국 Sumlock사와의 제휴를 통해 완전한 전자식 계산기인 아니타 마크8을 출시한다.
1965년, 캐논은 최초의 반투명식 미러 SLR카메라인 캐논 펠릭스를 출시한다. 이때 당시에는 기술적 한계로 인기를 끌지 못했으나, 이는 이후 소니에서 DSLT를 출시하게 되는 계기가 된다.

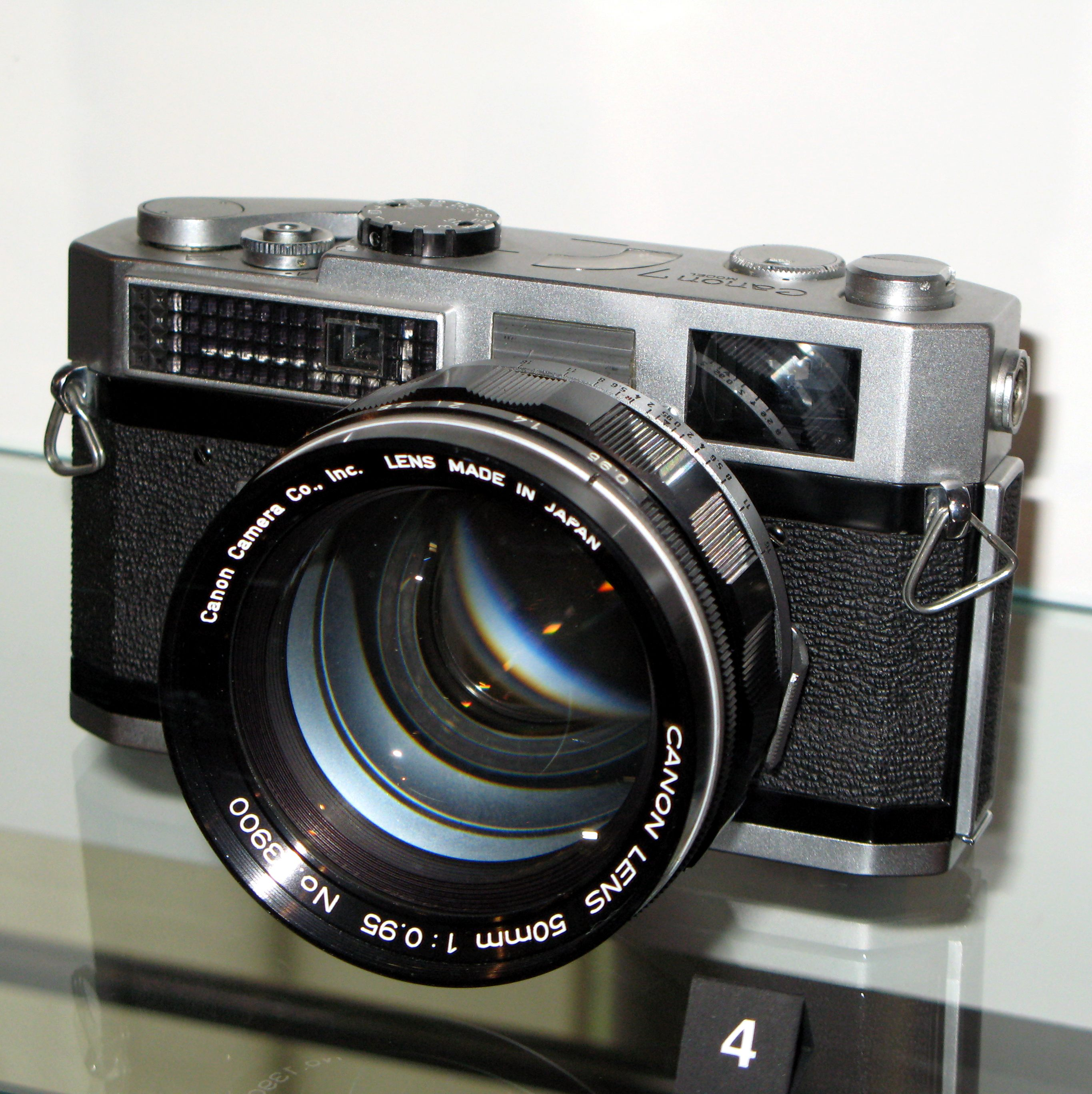
캐논 7과 50mm F0.95렌즈
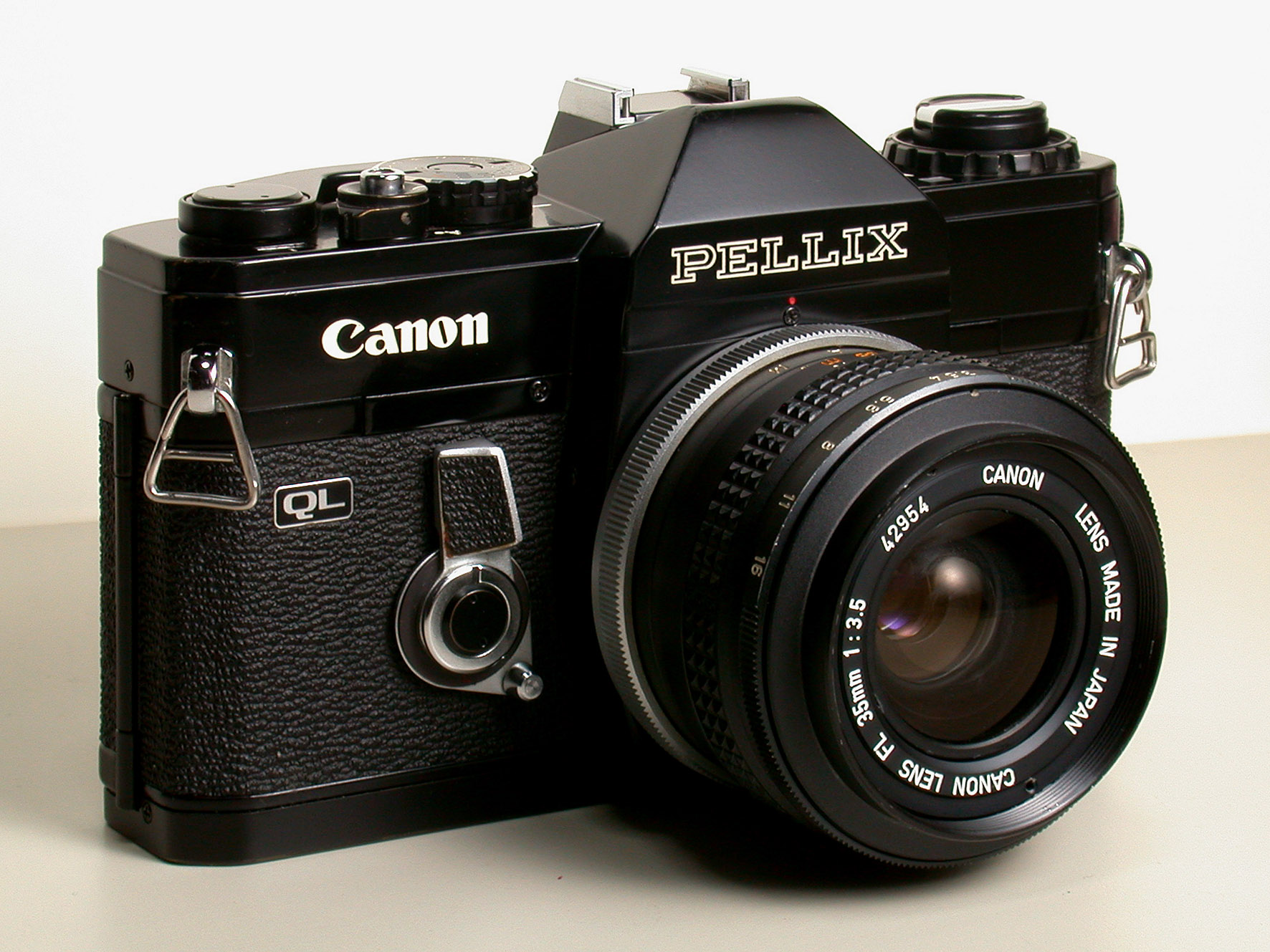
캐논 펠릭스

### 1970년 ~ 2010년
1971년에 들어 캐논은 캐논 F-1 하이앤드 SLR 카메라와 FD 렌즈를 공개했다. 뒤이어 1976년에는 최초의 마이크로 컴퓨터를 탑재한 캐논 AE-1을 출시했다.
1982년에는 내셔널 지오그래픽에 "wildlife as Canon sees it"이라는 로고로써 최초로 언론에 모습을 드러냈다. 또한 이와 함께 캐논은 버블 제트 기술을 이용한 최초의 잉크젯 프린터 역시 공개했다. 1985년에는 캐논은 캐논 EF 마운트를 공개했으며, 1987년, 전자식 오토 포커스를 지원하는 캐논 EOS650을 출시했다. 최초의 플래그십 프로페셔널 카메라 라인인 EOS 1은 1989년이 되어서 등장했다. 같은 해에는 세계 최초의 반 투명 펠리클 미러를 사용한 AF SLR 카메라인 EOS RT를 출시하기도 했다.
1992년에 와서, 캐논은 뷰파인더만으로 카메라의 상태를 제어할 수 있는 최초의 AF 카메라인 EOS5를 공개했으며, 최초의 디지털 카메라인 Powershot 600 또한 공개했다. 1995년에 들어, 캐논은 최초의 상업사진을 위한 손떨림 방지장치를 내장한 SLR 렌즈를 출시하기 시작했으며, 당시 세계에서 가장 빠른 초당 10연사를 지원하는 EOS-1N RS를 출시했다.
1996년에는 최초의 포켓 사이즈 카메라인 APS-C 포맷을 채용한 카메라를 출시했으며, 북미 시장에서는 ELPH라는 이름으로, 유럽 시장에서는 IXUS 라는 이름으로 판매했다. 또한 1997년에는 디지털 비디오 캠코더를 판매하기 시작했다.
2009년 10월, 캐논은 €730억 유로를 현금 지급하여, 독일의 프린터 메이커인 Océ를 인수했으며, 2010년 3월, 최대 주주가 되면서 세계 최대의 프린터 제조사로 부상했다.

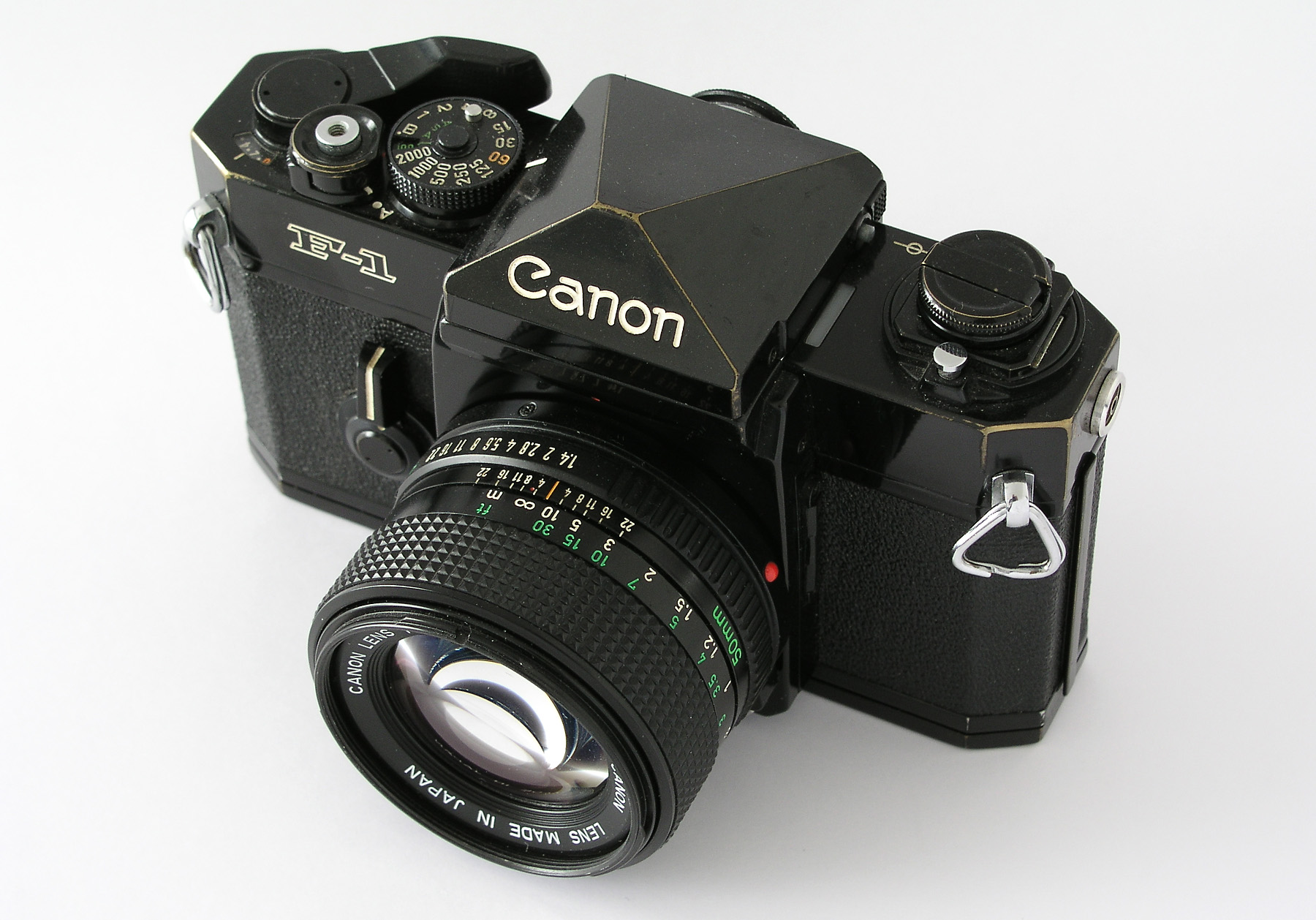
A Canon F1
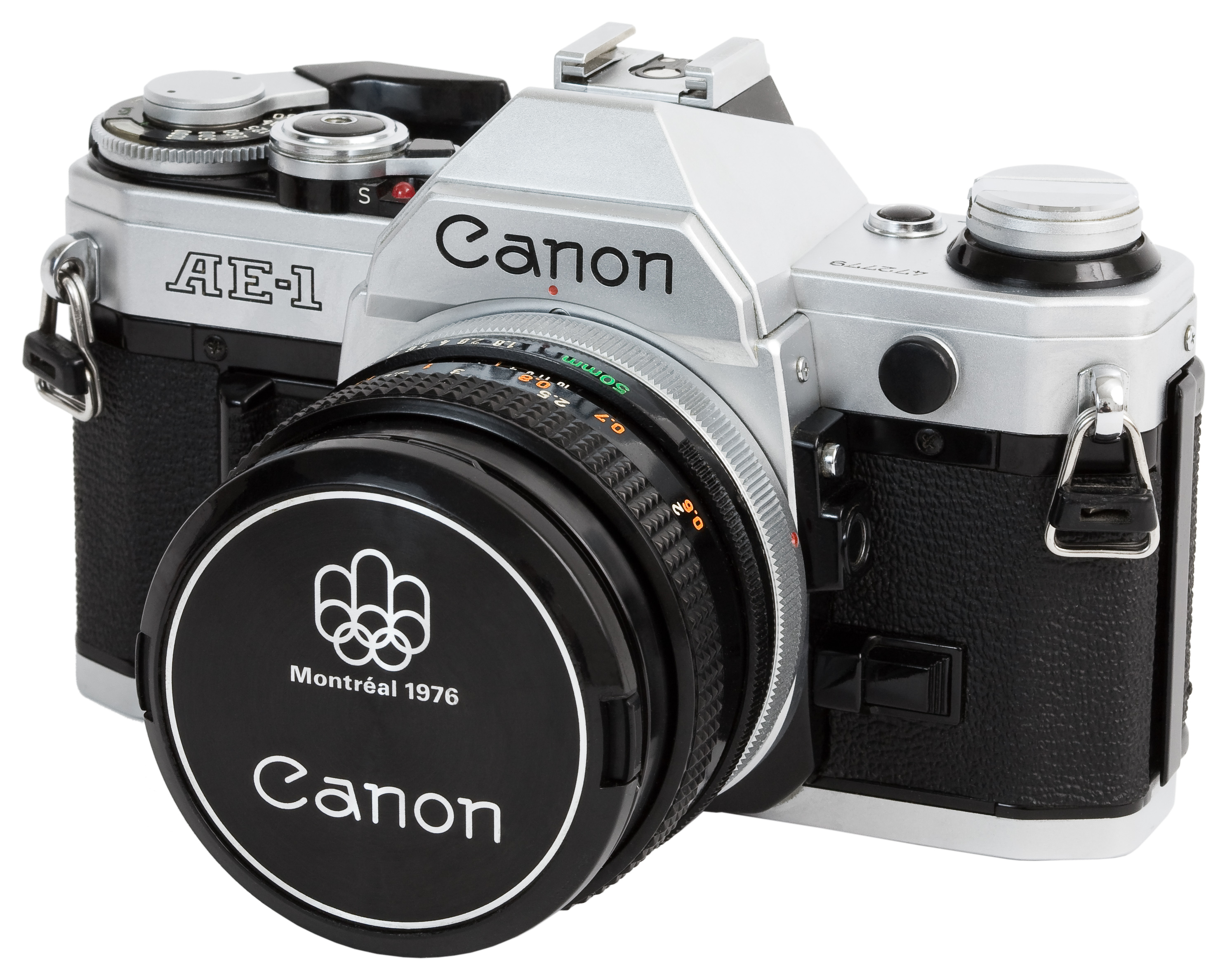
A Canon AE-1
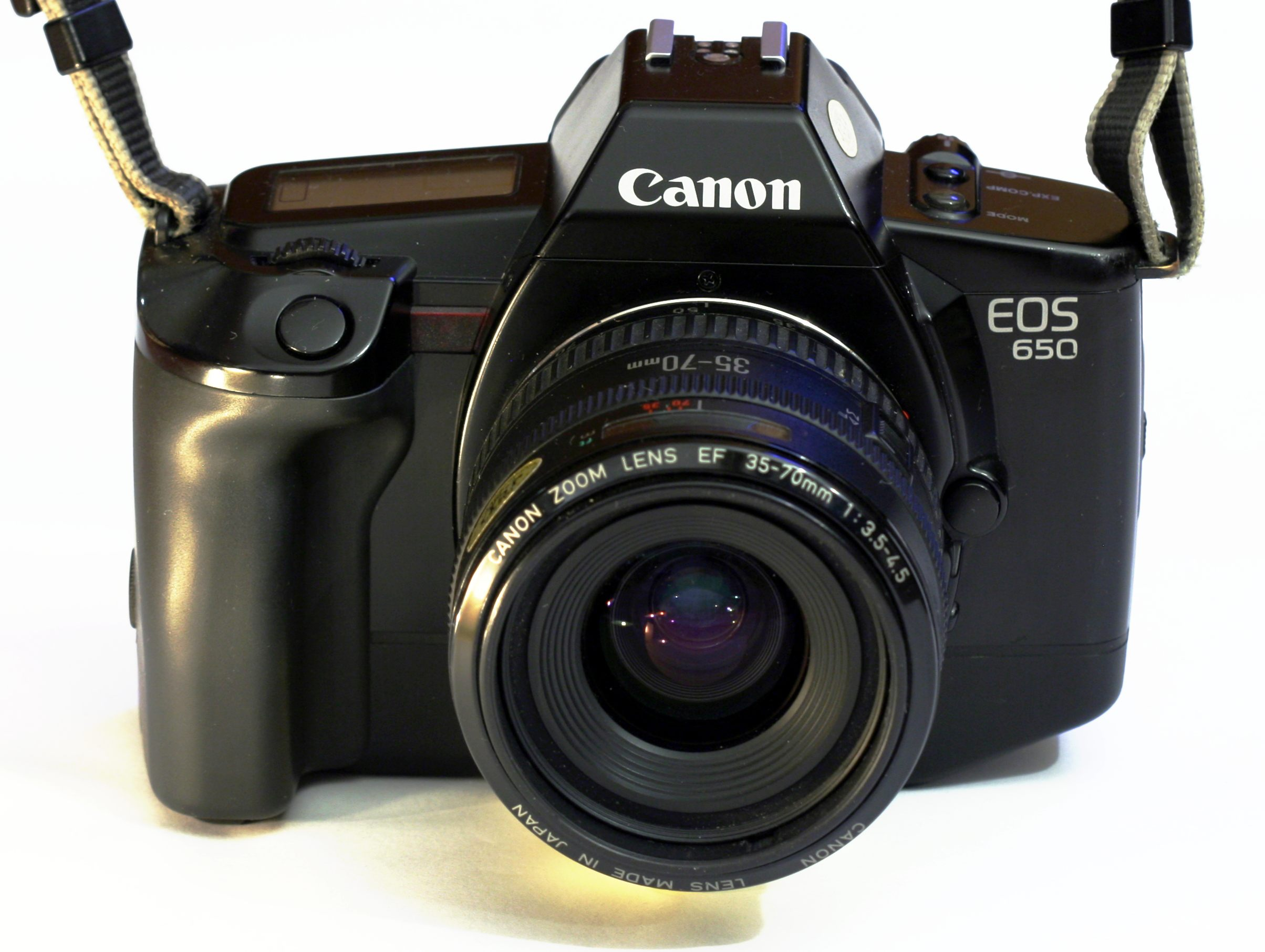
A Canon EOS 650
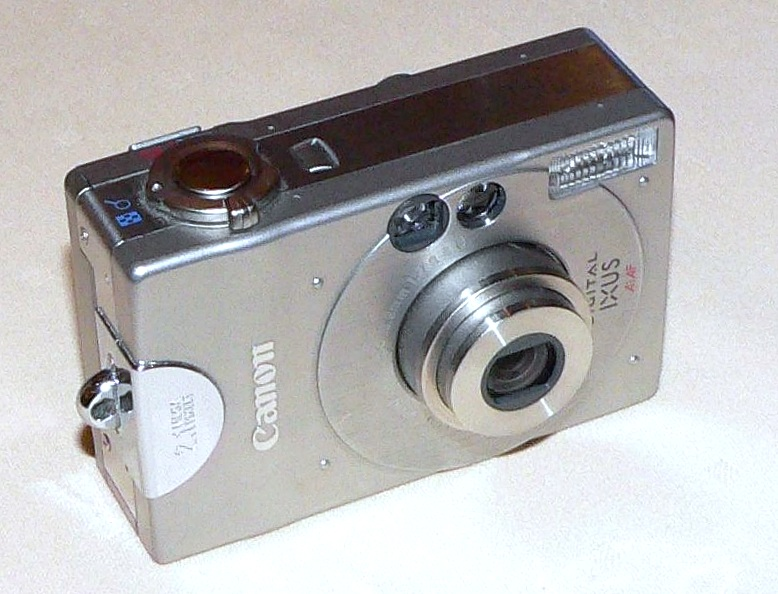
An original Canon Digital IXUS

### 2010년 ~
2010년, 캐논은 북미 시장에서 프린터 사업을 Tereck Office Solutions, Inc. 로 분사했고, 2012년 3분기에는, 점유율 20.9%를 달성해 세계 최대의 프린터 메이커 및 판매자로 부상했다. 2013년에 들어, 캐논은 $500억 달러를 들여 뉴욕주 멜빌로 본사를 옮겼다. 또한 키자니아 서울 내 '포토 스튜디오' 체험관을 오픈하기도 하였다. 2014년에 들어서는, Nanoprint lithography systems을 보유한 Molecular Imprints Inc.를 $98억 달러에 인수했다.
카메라 분야에서는 2014년 기준으로 11년 연속 DSLR 시장에서 점유율 1위를 유지해오고 있다. 2014년 2월에는 EOS 시리즈의 글로벌 누적 생산 대수 7,000만대를 돌파했고, 2014년 5월 22일에는 렌즈 판매 1억대를 돌파함으로써 세계 점유율 1위의 광학기기 업체로써의 입지를 굳히고 있다.
2018년 9월 캐논 최초의 풀프레임 미러리스 캐논 EOS R 이 출시되었으며, RF 마운트를 사용하기 시작하였다. 2012년 10월 캐논의 크롭바디 미러리스가 출시된지 정확히 7년만에 출시되었다.
2019년 3월에는 EOS R의 기능을 일부 축소한 대신 보다 저렴하고 쉽게 풀프레임 미러리스를 접할 수 있는 제품인 EOS RP가 출시되었다. 풀프레임 미러리스의 출시로 인해 풀프레임/크롭 DSLR 마운트 카메라의 개발 및 출시빈도가 줄어들 것이다 라는 전망과 다르게 꾸준히 DSLR 용 마운트를 개발 출시하고 있다.

## 주요 사업 및 제품

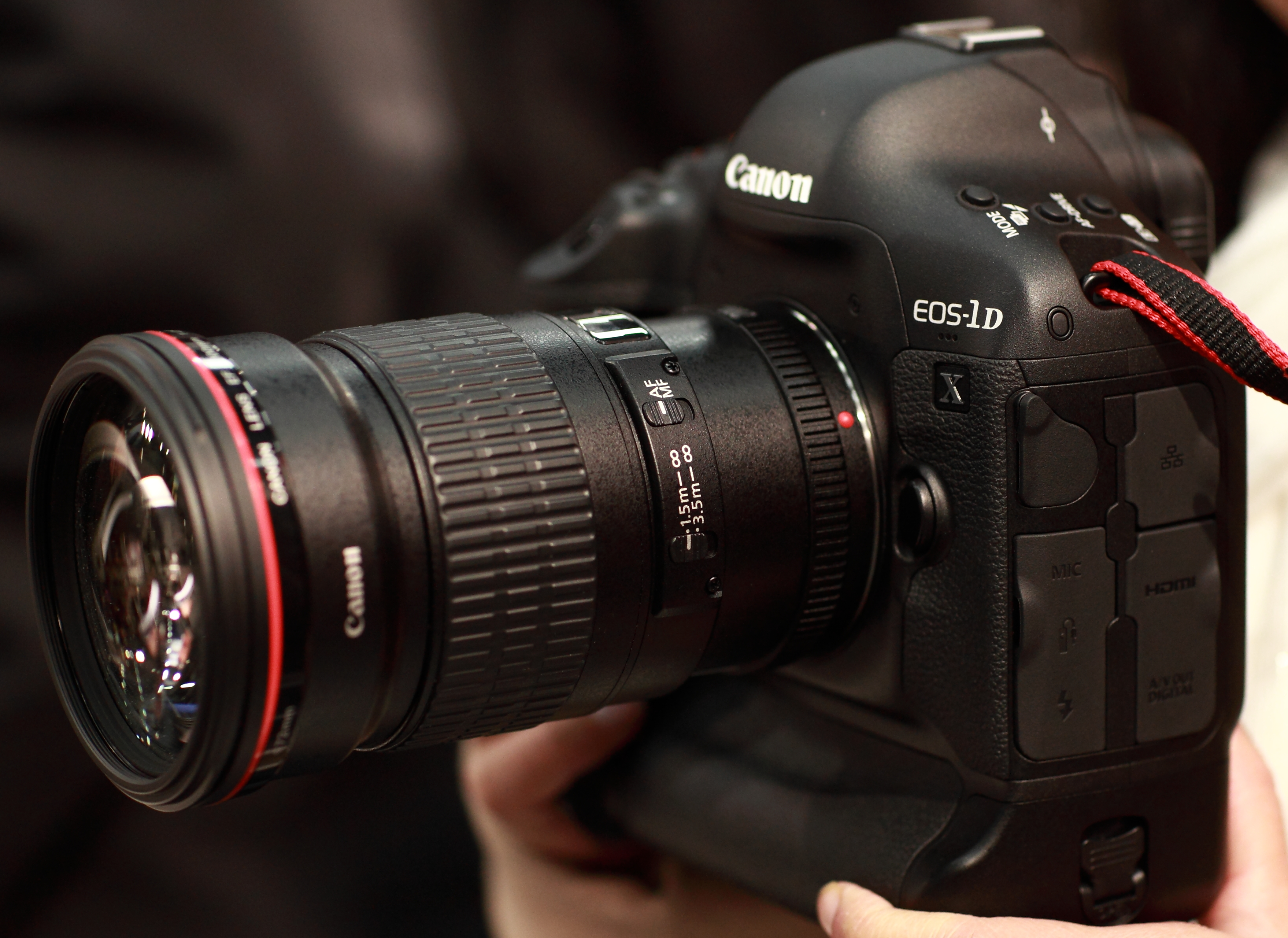
캐논 EOS-1D X
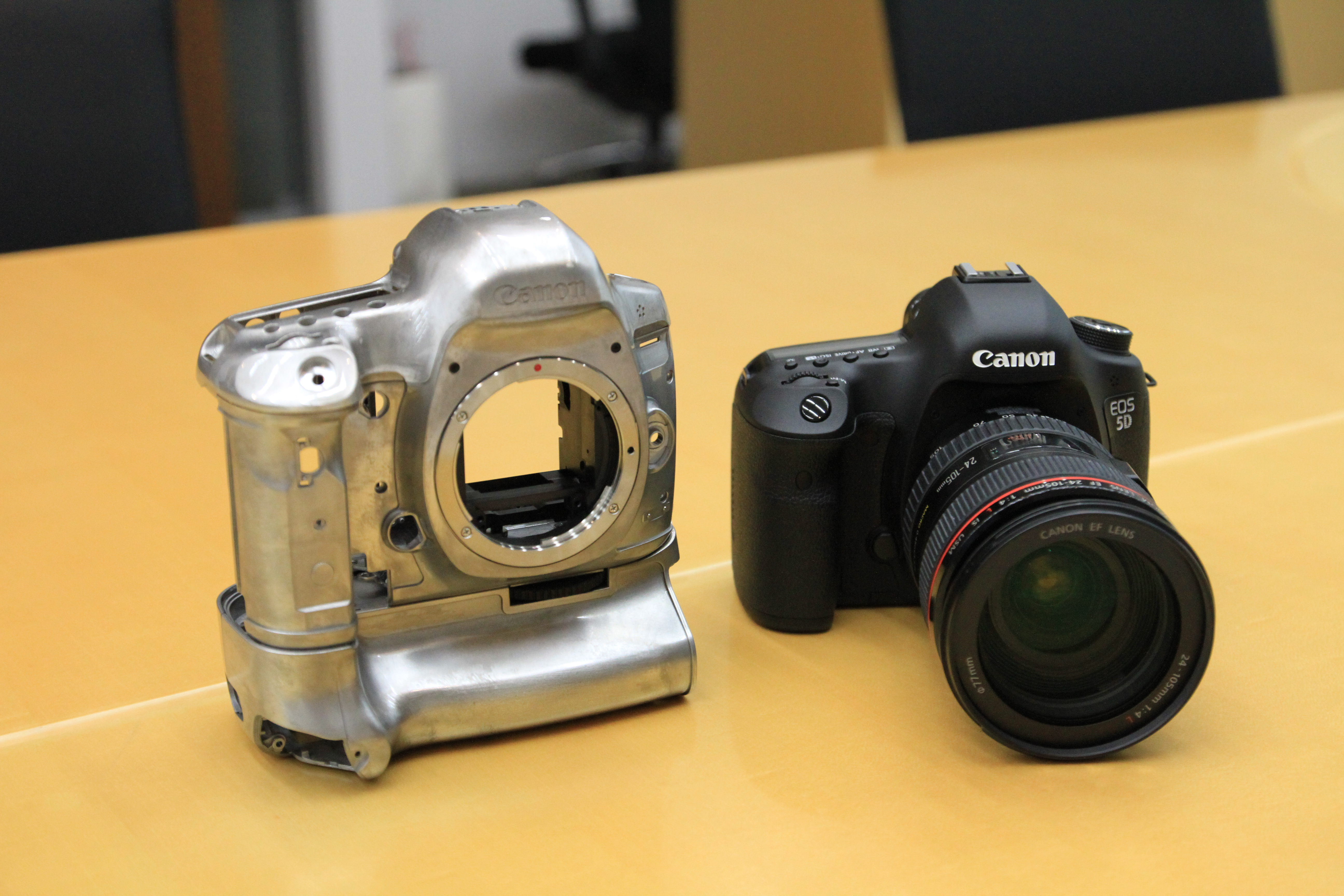
캐논 EOS 5D Mark III
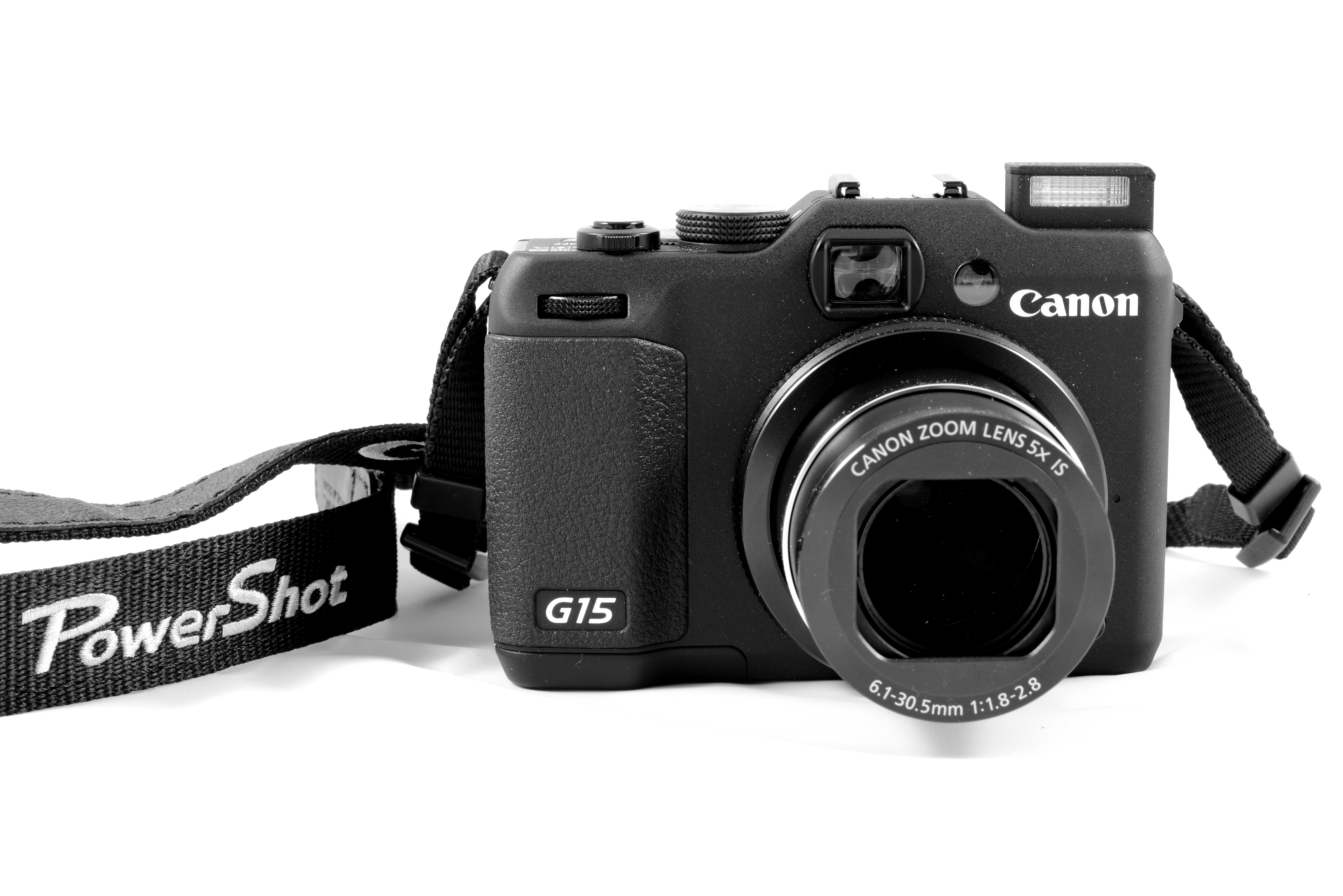
캐논 Powershot G15
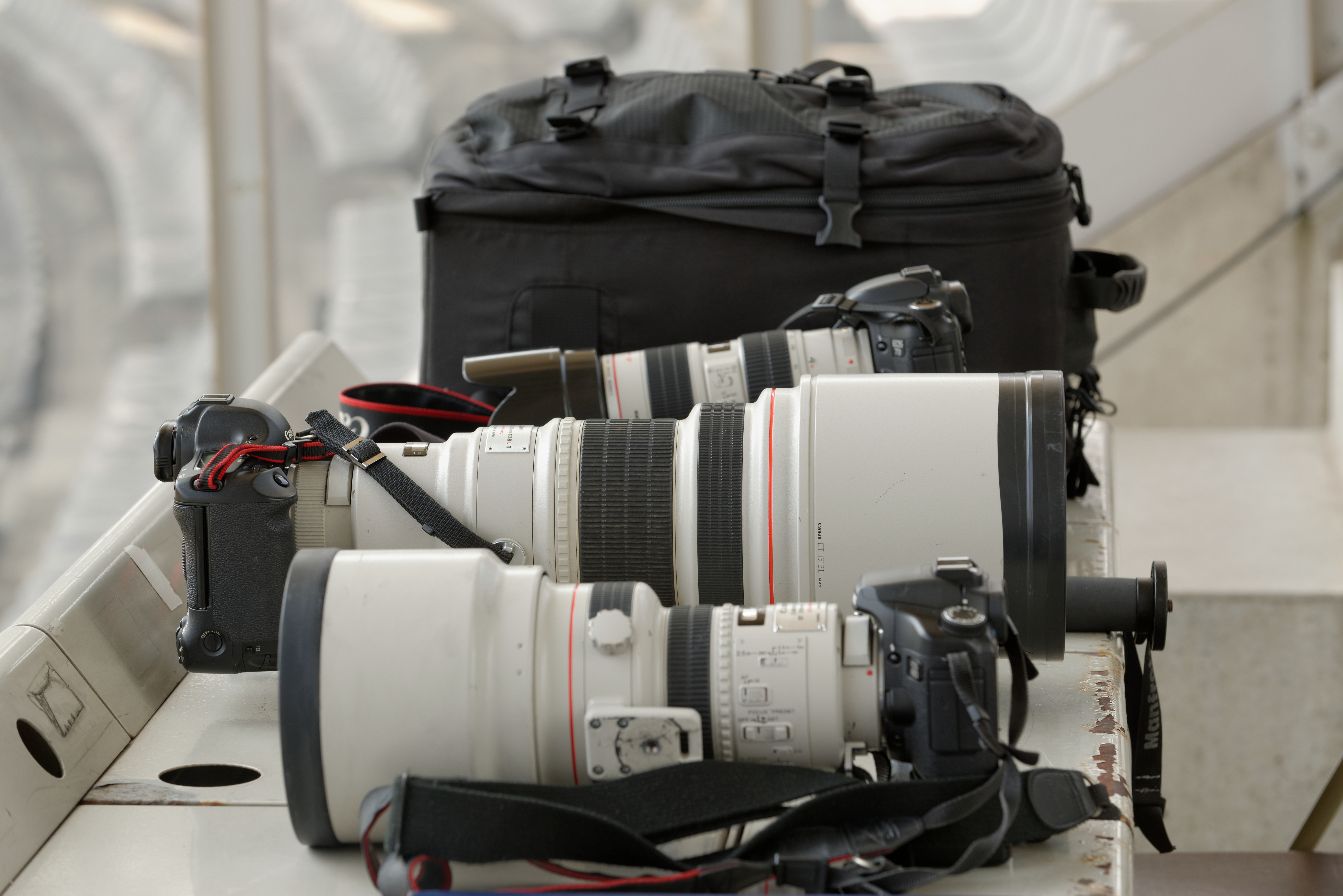
캐논 렌즈

현재 캐논의 총 매출의 대부분은 사무 기기 부문에서 나고 있다. 디지털 카메라 사업 역시 2008년 국제적인 경제위기 당시 축소되는 경향에 있었지만, 이후부터는 호조세를 띄고 있으며, 디지털 카메라 사업은 현재 매출의 1/4 정도를 차지하고 있다.

### 영상 기기
DSLR이나 콤팩트 카메라를 중심으로, 렌즈, 캠코더, 쌍안경, 빔프로젝터 등의 영상 기기의 개발·제조·판매하고 있다. DSLR 카메라 시장에서의 점유율은 현재 1위이나, 일시적으로 니콘에 역전되는 등, 치열한 점유율 공방이 계속되고 있는 상태이다.
그러나 방송·업무용 캠코더 및 렌즈 분야에서는 세계 최고의 점유율을 기록하고 있으며, 그 외에도 업무용으로 XL-H1 시리즈를 시작으로 한 HD 카메라와 CCTV 렌즈, 화상 회의, 네트워크 시스템 카메라 역시 높은 점유율을 기록하고 있다.

### 사무 기기
각종 프린터와 복사기, 복합기, 스캐너, 프로젝터, 팩스와 같은 사무 기기, 컴퓨터 주변 기기, 관련 소프트웨어 개발·제조·판매하고있다. 팩시밀리는 개인용은 2006년 12월 부로 단종되어 생산되지 않고, 현재까지 업무용 팩스만 생산하고 있다. 또한 독일 Océ를 인수함으로써 대형 산업용 프린터, 주문형 프린터 등의 라인업이 강화되고 있으며, 업무용 포토 프린터 등 신규 분야 역시 점유하고 있다.

#### 복사기·레이저 프린터
캐논은 1960년대부터 복사기 제조를 시작했다. 1960년대 까지는 미국 제록스가 특허를 방패로 시장을 독점하고 있었지만 제록스의 특허를 전혀 사용하지 않고, 자신의 전자 사진 방식인 NP 방식의 개발에 성공하여 1969년 첫 제품을 출시했다. 이후 복사기 분야에서 제록스와 대등한 점유율을 차지해오고 있다.
복사기, 레이저 프린터 외에도 제품에 대한 문서 관리 및 프린터 관리, 장표 설계 등의 소프트웨어 제품군 역시 개발·판매하고 있다.
철구업

#### 잉크젯 프린터
캐논은 1980년대에 잉크 노즐의 히터를 가열하여 발생시킨 거품의 압력에 의해 잉크를 분출시킴으로써 정밀한 이미지를 인쇄 가능하게 하는 최초의 잉크젯 프린터를 개발했고, 1985년에 이 방식을 채용 한 BJ 프린터를 발사무실에서 가정까지 폭넓게 보급하여 현재 캐논 매출의 중심이 되고 있는 제품군이다.

### 산업 장비
제조 장비 분야에서는 반도체 노광 장치 및 액정 기판 노광 장치의 개발·제조를 다루고 있다.

### 의료 기기
의료 기기 분야에서는 안과용 측정 기기(안저 카메라), X선 사진 촬영 기기(디지털 라디오 그래피), 의료 영상 기록 장치의 개발·제조를 다루고 있다.

#### 정보 기기
캐논은 과거 세계 최초로 숫자식 입력의 계산기의 제품화에 성공했었다. 그렇기 때문에 여전히 높은 점유율을 유지하고 있으며, 현재는 PDA, 공학용 계산기, 전자 사전, RFID 카드 프린터를 개발·제조·판매하고 있다.

#### 제조 장치
진공 기술과 메카트로닉스 기술을 핵심 반도체를 비롯해 디스플레이나 태양 전지, 스토리지 등의 다양한 제조 장비를 개발·제조·판매하고 있다.

#### 구성 요소 기기
모터, TMF 센서, 산업용 자기 헤드, 연락처 이미지 센서, 전자 회로 등의 구성 요소 제품을 개발·제조 판매하고 있다.

## 같이 보기
- 캐논 EOS
- 캐논 EF 마운트

- 캐논 RF 마운트